# Torsted Kirke (Horsens Kommune)
 For alternative betydninger, se Torsted Kirke. (Se også artikler, som begynder med Torsted Kirke)
Torsted Kirke er en middelalderlig kirke i bydelen Torsted i Horsens, tilhørende Torsted Sogn.

## Eksterne kilder og henvisninger
- Torsted Kirke på KortTilKirken.dk
- Torsted Kirke i bogværket Danmarks Kirker (udg. af Nationalmuseet)

- Wikimedia Commons har flere filer relateret til Torsted Kirke (Horsens Kommune)